# Ferula bungeana
Ferula bungeana är en flockblommig växtart som beskrevs av Masao Kitagawa. Ferula bungeana ingår i släktet stinkflokesläktet, och familjen flockblommiga växter. Inga underarter finns listade i Catalogue of Life.